# Siegfried Marcus
Siegfried Marcus (ur. 18 września 1831 w Malchin, Meklemburgia, zm. 1 lipca 1898 w Wiedniu, Austro-Węgry) – austriacki mechanik i wynalazca, uznawany za twórcę pierwszego benzynowego pojazdu. 

## Życiorys

### Wczesne lata i wykształcenie
Siegrfried Marcus pochodził z żydowskiej rodziny. Po nauce mechaniki rozpoczął w Berlinie, a od 1852 roku pracował w Wiedniu - początkowo jako technik, później jako asystent w Instytucie Fizycznym Medycyny.

### Działalność zawodowa
W 1860 roku założył warsztat w Wiedniu (Mariahilferstraẞe 107, od 1890 - Mondscheingasse 4), w którym produkował urządzenia elektromechaniczne, w tym detonatory, instalacje telegraficzne, lampy na gaz i benzynę oraz silniki. Utrzymywał się ze sprzedaży wynalazków i około 130 patentów w 16 krajach - jednak nigdy nie opatentował swojego pojazdu ani silnika benzynowego.

### Odznaczenia
Za zasługi w dziedzinie nauki został uhonorowany Złotym Krzyżem Zasługi przez cesarza Franciszka Józefa I.

## Konstrukcje pojazdów

### Wózek z napędem benzynowym (1870)
Marcus skonstruował w 1870 roku ręczny wózek z silnikiem benzynowym, co czyni go pierwszym pojazdem spalinowym na świecie. Urządzenie wymagało ręcznego podniesienia kół i rozruchu przed obracanie, a następnie opuszczenie go na ziemię.

### Prototyp samochodu (1888-1889)
W latach 1888–1889 ukończył drugi, bardziej zaawansowany pojazd wyposażony w ramę z kierownicą, silnik czterosuwowy, gaźnik i zapłon magnetyczny, zdolny do jazdy. Obecnie znajduje się w Muzeum Techniki w Wiedniu.

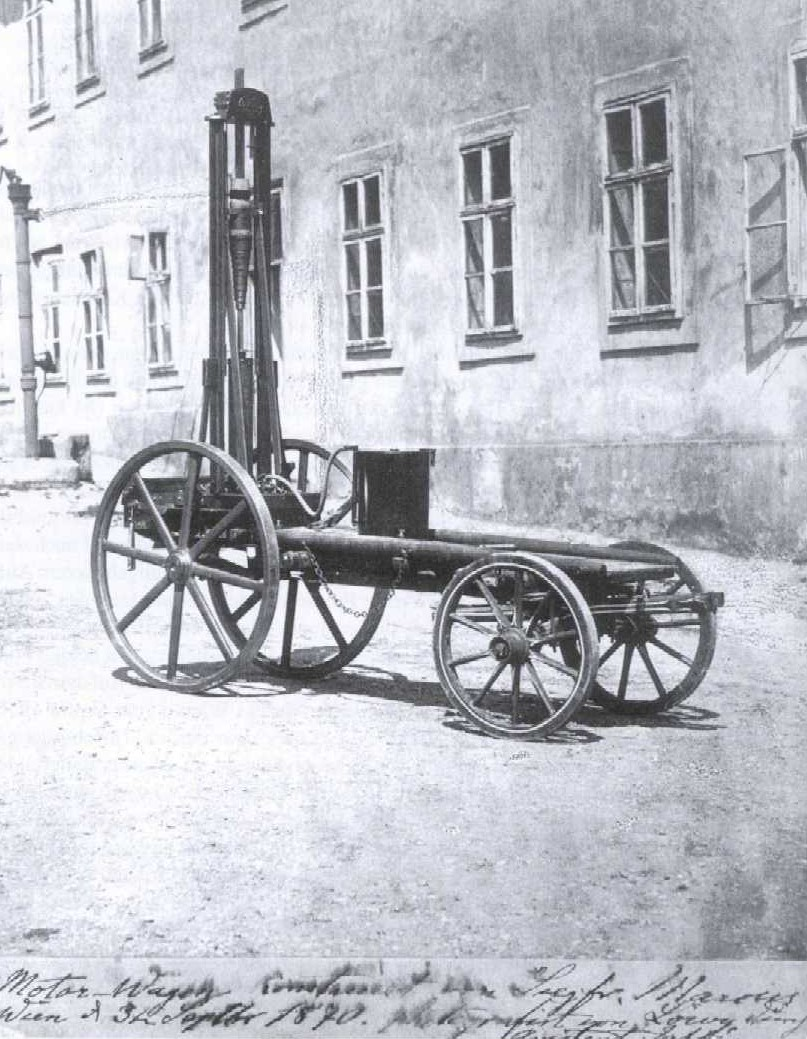
1. Marcus-auto, 1870
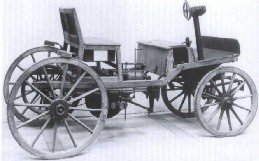
2. Marcus-auto, 1888–89

## Krytyka, prześladowania i zapomnienie
Na początku XX wieku rozwój masowej motoryzacji sprawił, że wkład Siegfrieda Marcusa uznano za historyczny, ale jednocześnie "eksperymentalny" i "niepraktyczny". W 1938 roku dziennik The Times błędnie podał datę powstania drugiego pojazdu jako 1875, co przyczyniło się do dalszego niedocenienia jego odkryć.
Po aneksji Austrii przez III Rzeszę (1938), ze względu na żydowskie pochodzenie Marcusa, jego nazwisko i osiągnięcia zostały wymazane z oficjalnych rejestrów. Pojazd został usunięty z ekspozycji w Muzeum Techniki w Wiedniu, a powszechnie promowano konstrukcje Mercedes-Benz, zgodnie z polityką propagandową III Rzeszy. Władze muzeum ukryły pojazd, chroniąc go przed zniszczeniem.
Po zakończeniu II wojny światowej, Muzeum Techniki wznowiło działalność jako pierwsze w Wiedniu (październik 1945). Oryginalny wóz Marcusa odzyskano do 1946 roku, jednak na skutek długoletnich działań nazistowskich, jego wkład pozostał zaniedbany przez dekady.
Pod koniec lat 60. i na początku lat 70. XX wieku ustalono, że drugi pojazd powstał jednak w 1888-1889, co doprowadziło do rewizji wcześniejszych błędnych dat i świadomego wypromowania roli Marcusa jako pioniera silnika benzynowego.
W 1998 roku powstało Towarzystwo Siegfrieda Marcusa w Austrii, które zajęło się aktami rehabilitacji, wystawami oraz promowaniem jego historii. W 2000 roku Austriackie Towarzystwo Inżynierów i Architektów ufundowało jego nagrodę wspierającą badania z tematu jego działalności.
Obecnie drugi pojazd Marcusa znajduje się w Muzeum Techniki w Wiedniu jako ruchomy eksponat pokazowy. Wielokrotnie używano go podczas prezentacji historycznych od lat 50. XX wieku. Wiedeń i Meklemburgia upamiętniają go poprzez ulice nazwane jego imieniem i honorowe groby. Jego szczątki przeniesiono z cmentarza Hütteldorf do Honorowego Grobu na Zentralfriedhof, co stanowi wyraz uznania jego wkładu w historię techniki.